# Đài phun nước Deluge
Đài phun nước Deluge là một đài phun nước điêu khắc hoành tráng tại Bydgoszcz, hoàn thành các hạng mục của nó từ năm 1904 đến 1943 và sau đó là năm 2014. Trong suốt thời gian đầu tiên tồn tại (39 năm) và kể từ khi được xây dựng lại, kiệt tác này luôn là một trong những điểm thu hút khách du lịch của thành phố. Quá trình cải tạo được lãnh đạo bởi "Ủy ban xã hội về tái thiết đài phun nước Bydgoszcz The Deluge" (tiếng Ba Lan: Społeczny Komitet Odbudowy Bydgoskiej Fontanny Potop) từ năm 2006 đến 2014. Lễ khánh thành diễn ra vào ngày 26 tháng 6 năm 2014.
Bức tượng miêu tả khoảnh khắc đỉnh điểm của trận lụt được ghi nhận trong kinh thánh: người và động vật bị bỏ lại vì không tìm thấy nơi trú ẩn trên sà lan. Đài phun nước điêu khắc bao gồm ba phần đứng độc lập. Khối đài phun nước trung tâm là một người đàn ông, đang nâng một người phụ nữ bị ngất ở cánh tay trái, trong khi anh ta cố gắng bằng tay kia để kéo một người đàn ông khác lên tảng đá của mình. Dưới chân tảng đá là một bà mẹ trẻ, chết vì kiệt sức, nhưng người đã cứu được đứa con bất lực của mình. Bên cạnh một con sư tử trèo lên đá, không làm hại gì. Đây là những nhân vật chính, đứng ở trung tâm của đài phun nước.
Khối thứ hai cho thấy một con gấu cô đơn bò trên đá, đầu hướng về phía đông và chân phải giơ lên. Trong khi hàm đang nghiến chặt, con gấu giữ xác chết đứa con của mình. Phần thứ ba của tác phẩm điêu khắc đề cập đến thần thoại Hy Lạp: nó gợi nhớ đến truyền thuyết Laocoon, với một người đàn ông chiến đấu với một con rắn biển đang cuộn tròn. Chi tiết thực tế phác thảo những nỗ lực của cơ bắp và sự căng thẳng của cuộc đấu tranh. Đài phun nước cao 6 m và được làm bằng đồng, với tổng trọng lượng 9 tấn. Bức tường của bể nước hình tròn bằng sa thạch đỏ, với một số đá granit xám Silesian, mặt đường xung quanh được bố trí trong một bức tranh khảm.

## Lịch sử

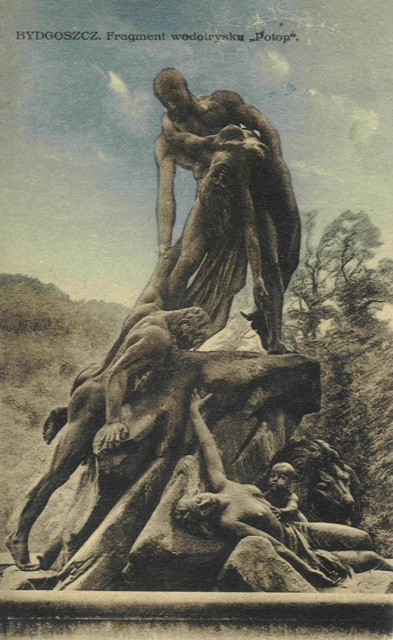
Đài phun nước ở Bromberg (Bydgoszcz) năm 1914

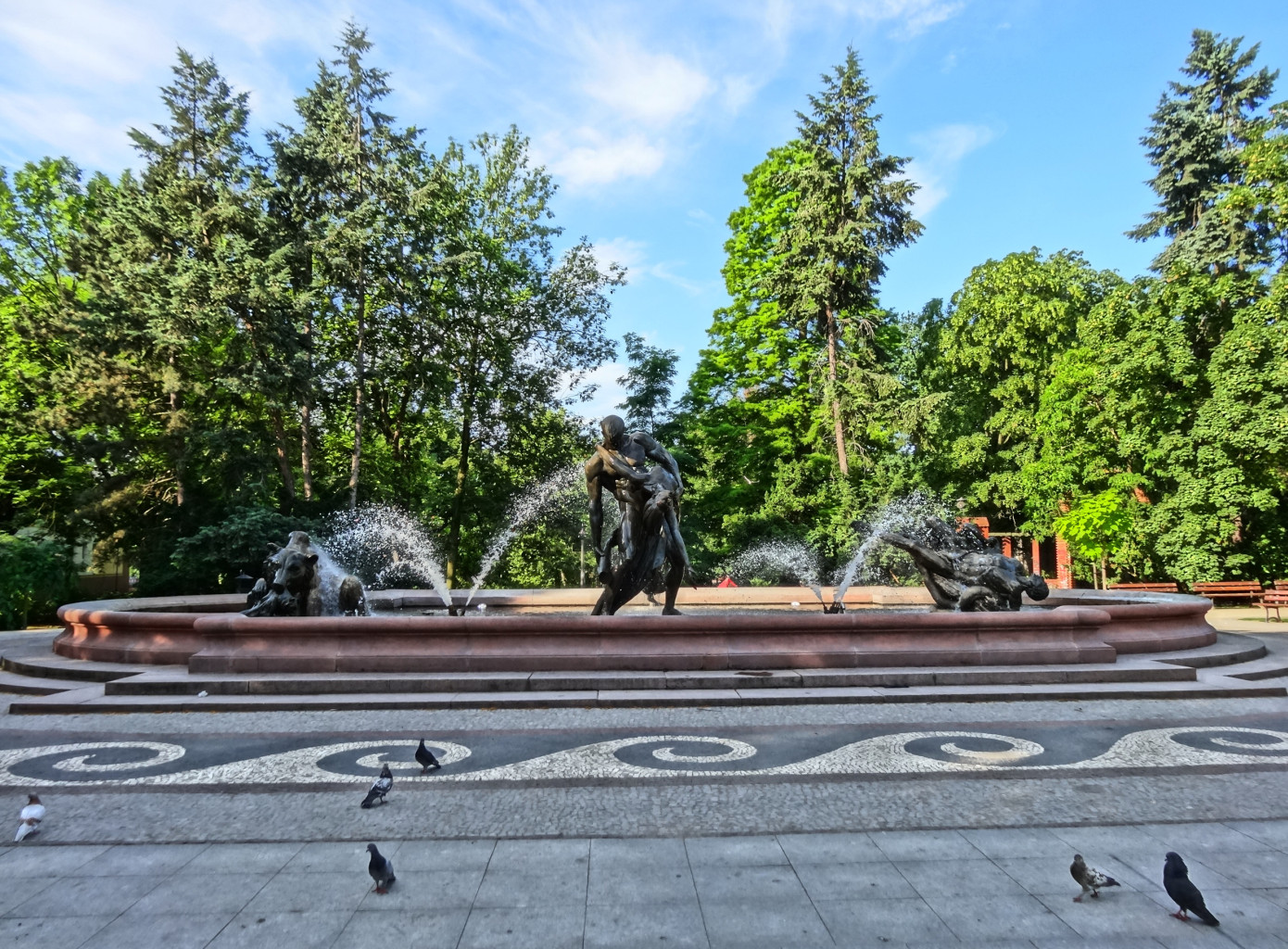
Sơ khai của đài phun nước trước khi xây dựng lại - ngày 1 tháng 7 năm 2013

Đài phun nước là kết quả của một cuộc thi do Ủy ban Quốc gia về Xúc tiến Mỹ thuật (tiếng Đức: Landes für Kunst Komission Fordemung der Künste Bildende khởi xướng năm 1897)) ở Poznań, chủ đề là tác phẩm điêu khắc liên quan đến nước ở Bydgoszcz. Cuộc thi, đã nhận được 44 tác phẩm và trao thưởng cho một nghệ sĩ người Berlin, Ferdinand Lepcke (1866-1909).
Việc xây dựng kéo dài 6 năm. Nó đã được xây dựng ở trung tâm thành phố Bydgoszcz trong Khu vườn Regency (nay là Công viên Casimir III Đại đế), cách biệt với đường phố chính bởi nhà thờ St Peter và St Paul. Lễ khánh thành diễn ra vào lúc 11:00 ngày 23 tháng 7 năm 1904, hệ thống nước đến đài phun nước được hoàn thành sau đó vào năm 1908. Sự kiện quy tụ đại diện từ Berlin và Poznań và nhiều cư dân thành phố. Năm 1908, Ferdinand Lepcke cũng đã được dựng một bức tượng biểu tượng, "Cung thủ", có vị trí Quảng trường Nhà hát ở Bydgoszcz; ngày nay nó vẫn là biểu tượng phổ biến nhất của thành phố trên sông Brda và Vistula. Chi phí của toàn bộ dự án, theo nhiều nguồn khác nhau, dao động trong khoảng từ 110 đến 200 nghìn Mark Đức.
Đài phun nước "The Deluge", với thông điệp Kinh Thánh, đã ghi lại hoàn hảo sân khấu của các sự kiện và làm dấy lên sự ngưỡng mộ. Nằm giữa những cây xanh của công viên, nó là đối tượng của những chuyến viếng thăm thường xuyên trong khi đi bộ truyền thống và nhanh chóng trở thành một đặc điểm thường xuyên của cảnh quan đô thị. Nó trở thành đặc trưng của Bydgoszcz. "The Deluge" đã bị dỡ bỏ vào ngày 7 tháng 1 năm 1943, khi các lực lượng chiếm đóng quyết định như vậy, để làm tan chảy 8870 kg kim loại cho mục đích chiến tranh. Sau Thế chiến II chỉ còn lại hồ bơi, trong đó bức tượng được thay thế bằng bốn con cá đá sủi bọt, được thực hiện bởi Józef Makowski.
Đài phun nước Bydgoszcz có hai bản sao: ở Coburg, Bavaria, quê hương của nhà điêu khắc, nơi tác phẩm điêu khắc bị thiếu tượng ở cả hai bên, và ở Eisleben, Upper Sachsen, cũng bị phá hủy vào năm 1942 cho mục đích chiến tranh. Bản sao Coburg đã được sử dụng như một bản thiết kế chưa hoàn chỉnh nhưng hữu ích trong dự án cải tạo.
Quá trình này được bắt đầu vào năm 2004. Các quỹ được thu thập từ nhiều nguồn khác nhau: đóng góp xã hội, thành phố Bydgoszcz, tỉnh Kuyavia và Pomerania và Liên minh châu Âu. Vào tháng 4 năm 2009, phần đầu tiên của tượng đài, con gấu, đã được trưng bày trong thành phố, chờ đợi để được sửa chữa trở lại. Vào tháng 4 năm 2010, việc xây dựng lại bức tranh khảm đầy màu sắc ban đầu của hồ bơi với các hình tròn và hình sóng, đã được hoàn thành; nó đã được tài trợ bởi hội đồng thành phố Bydgoszcz. Vào ngày 30 tháng 6 năm 2010, trở lại phần thứ hai của tác phẩm điêu khắc - một người đàn ông chiến đấu với một con rắn. Tác giả của nó là Michał Pronobis từ Radoszyce, và dàn nhân vật xuất hiện trong bức tượng có giá trị hơn 100 000 Złoty - được tạo bởi Jacek Guzera, từ Kielce.
Vào ngày 3 tháng 10 năm 2012, bức tượng trung tâm đã trở lại vị trí ban đầu. Bức tượng này có chiều cao 3 m và nặng 1200 Kilôgam. Vào năm 2014, một đài phun nước mới đã được lắp đặt lại cùng với một hệ thống xử lý nước và hệ thống chiếu sáng. Phần cuối cùng cao 7 m của đài phun nước hoành tráng đã được đưa trở lại thị trấn vào ngày 14 tháng 6 năm 2014. Lễ khánh thành diễn ra vào ngày 26 tháng 6 năm 2014 
Để giám sát cho sự tái sinh này, một bức tượng của giáo sư Zygmunt Mackiewicz, bác sĩ phẫu thuật Bydgoszcz nổi tiếng và người khởi xướng dự án cải tạo, đã được khánh thành vào ngày 15 tháng 5 năm 2016 gần đài phun nước. Giáo sư ngồi trên băng ghế với đài phun nước yêu quý của mình.

## Hình ảnh

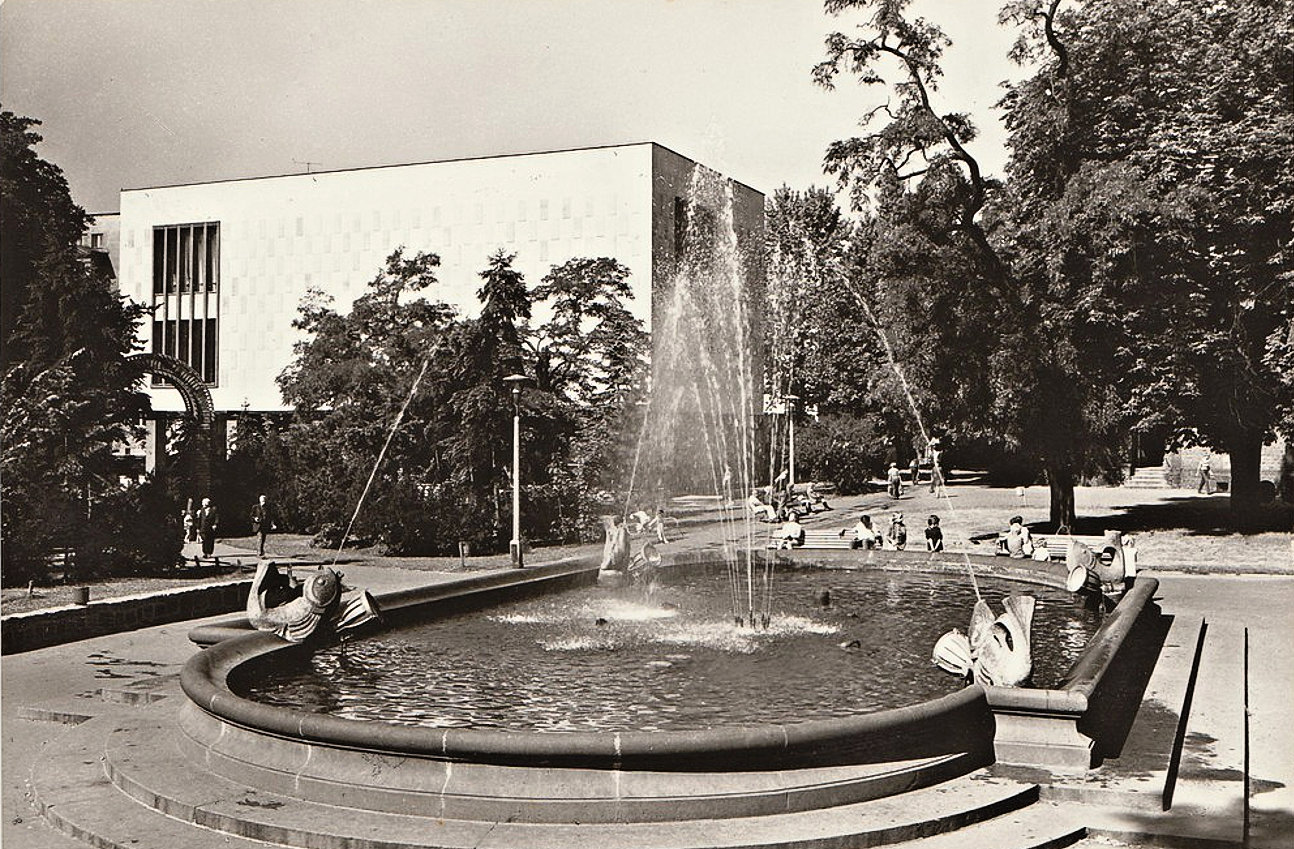
Địa điểm của Đài phun nước trước khi cải tạo năm 1975
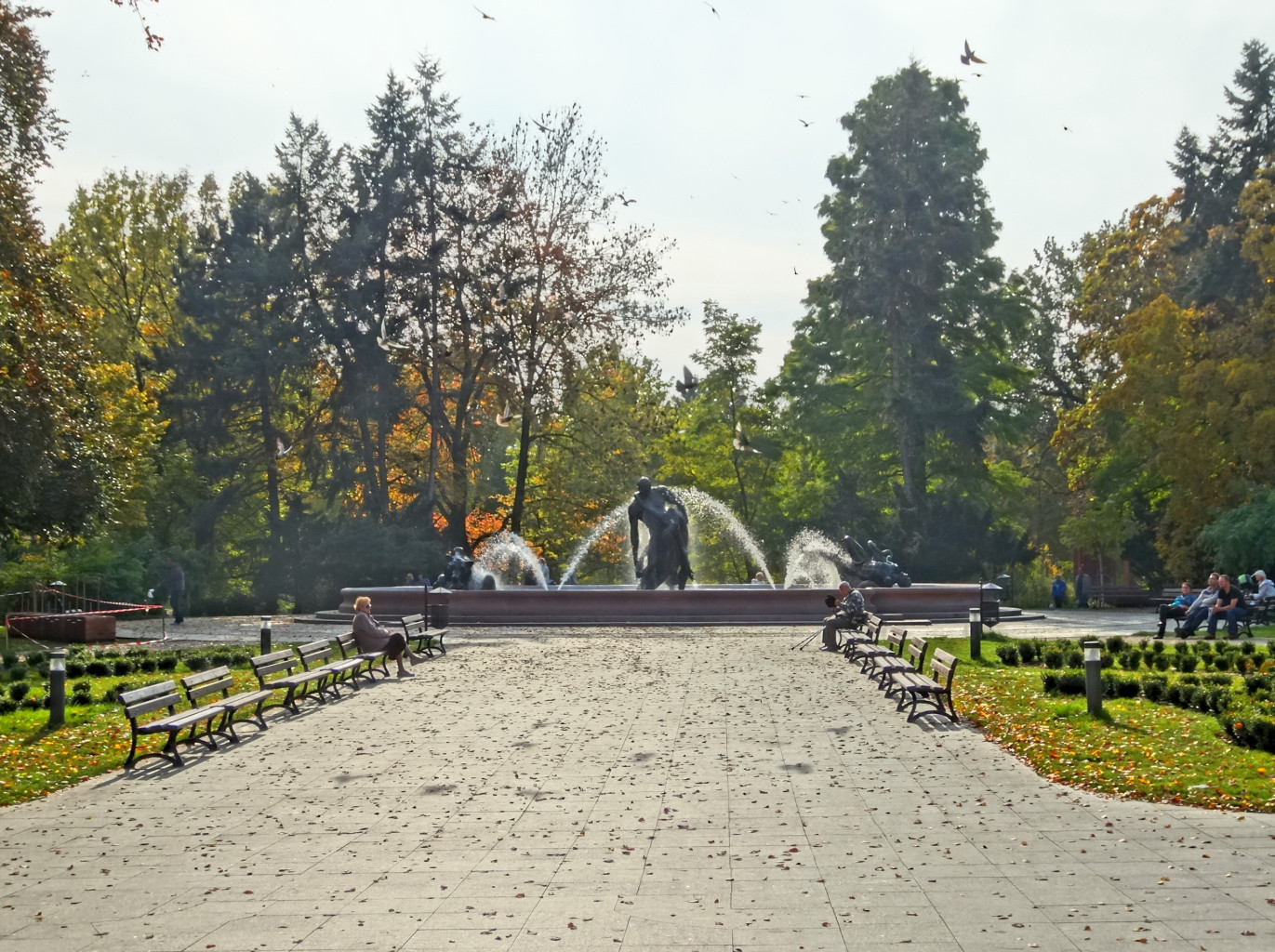
Nhìn từ Quảng trường Tự do
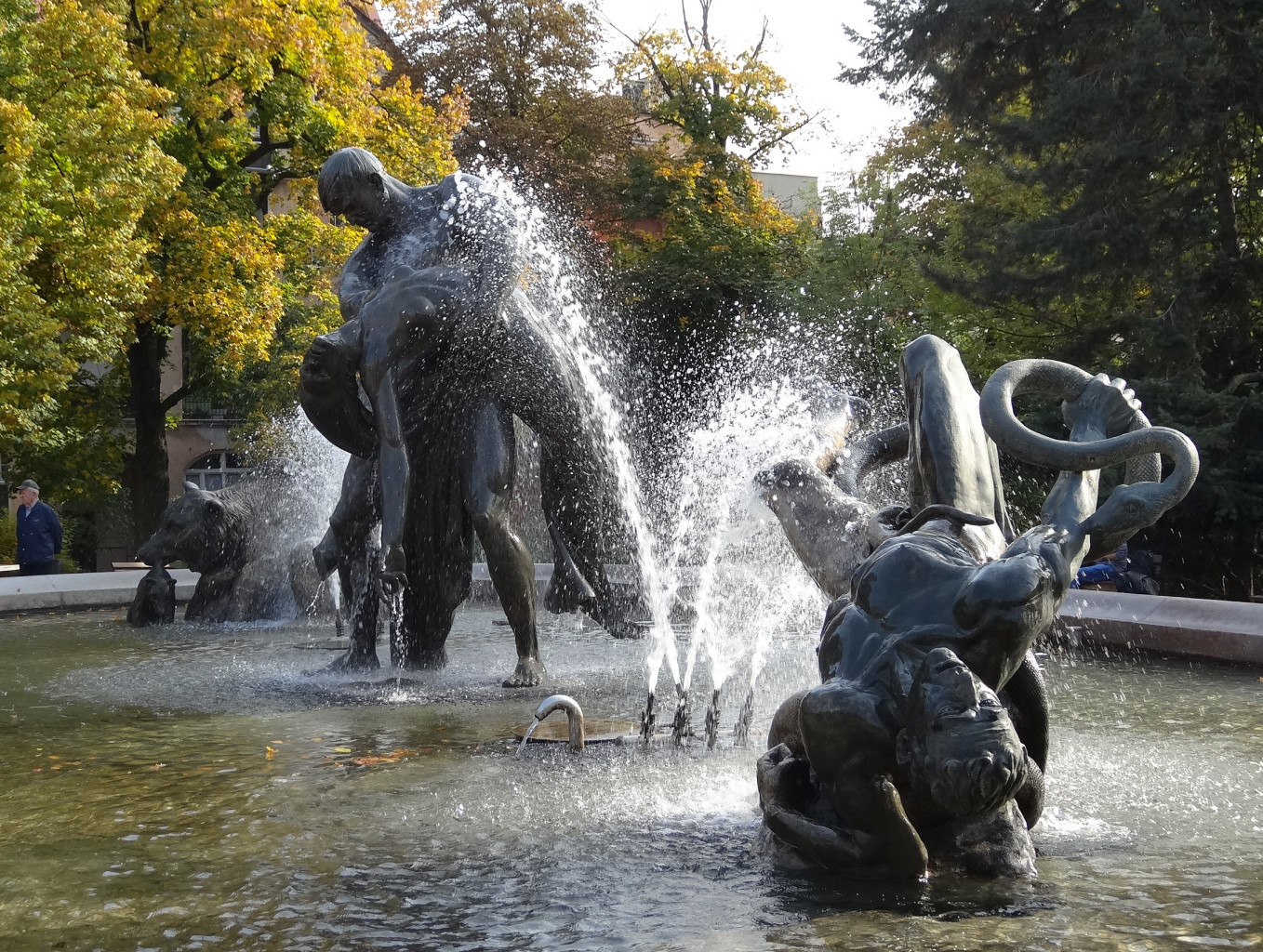
Tác phẩm điêu khắc trong quá trình cải tạo, 2012
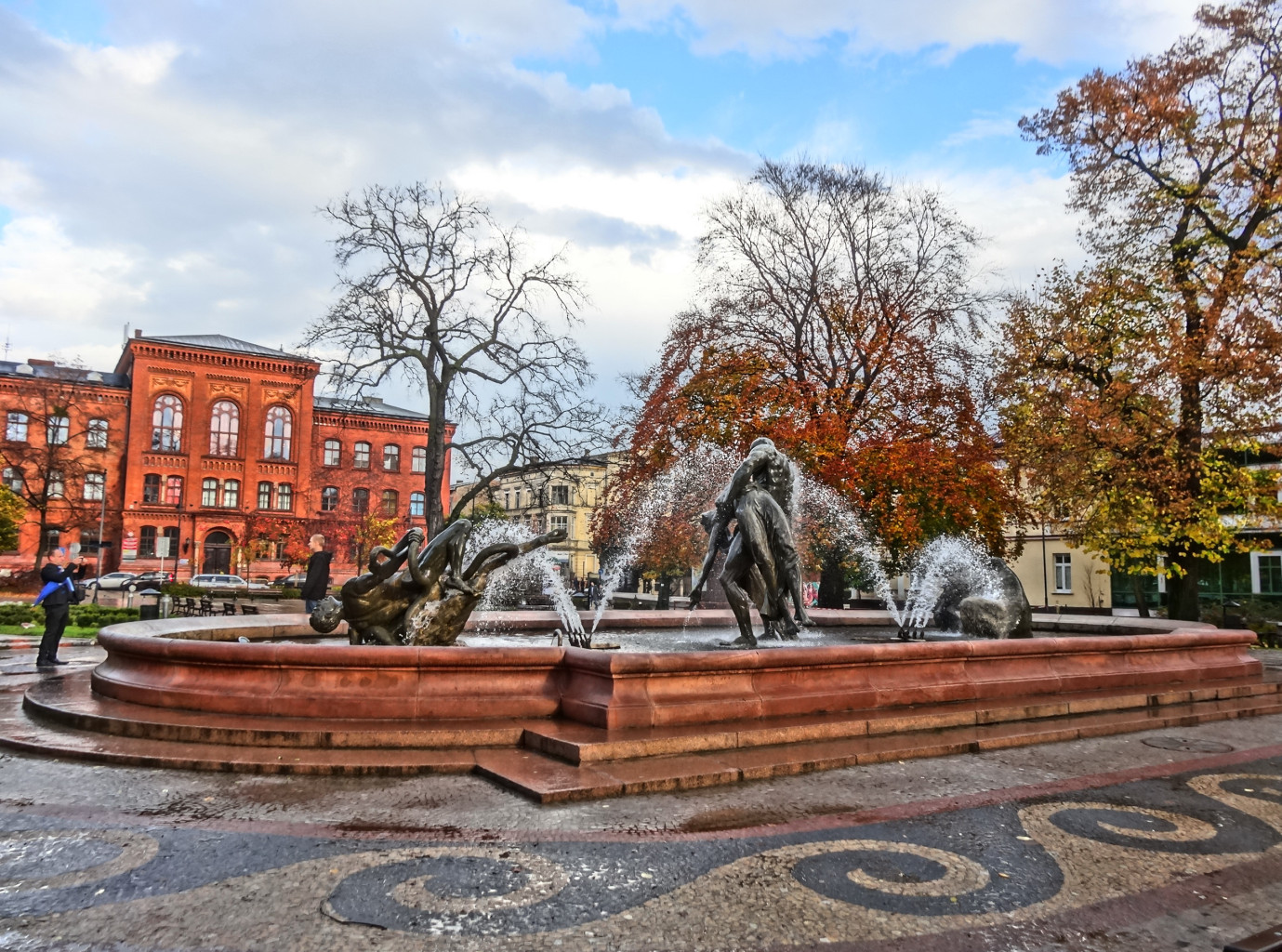
Đài phun nước vào mùa thu
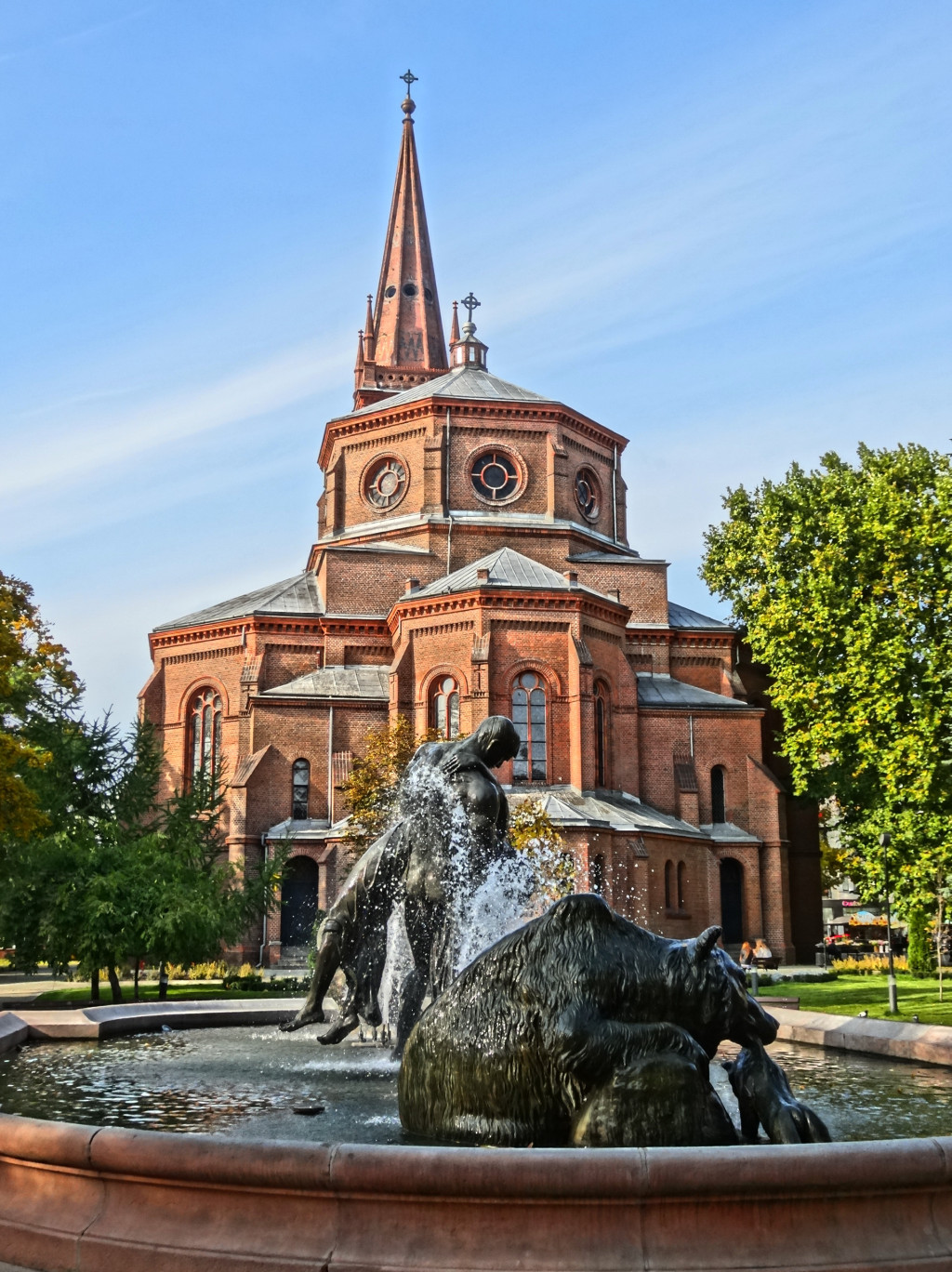
Nhìn từ nhà thờ St Peter và St Paul
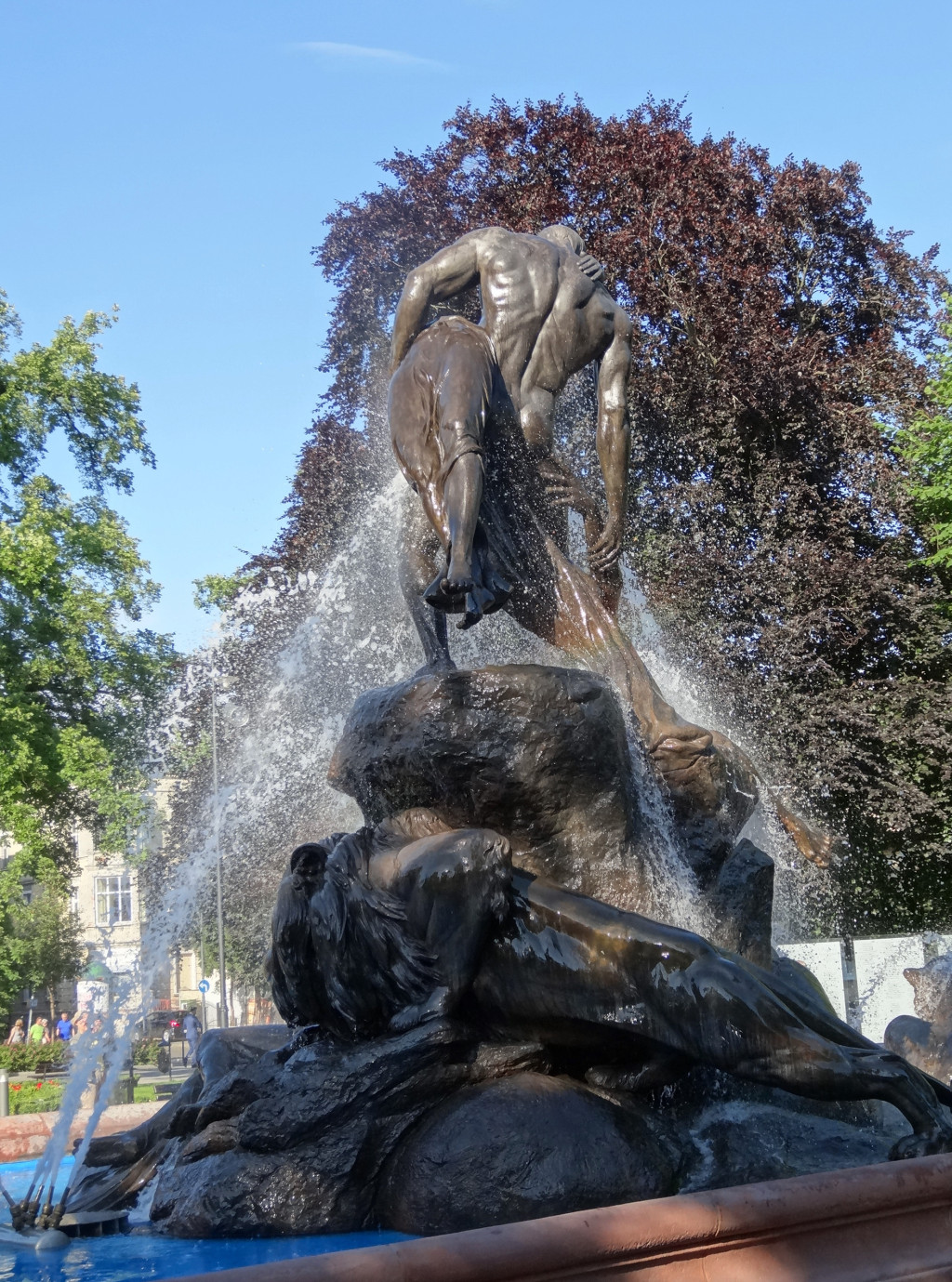
Đài phun nước sau khi cải tạo, 01/07/2014
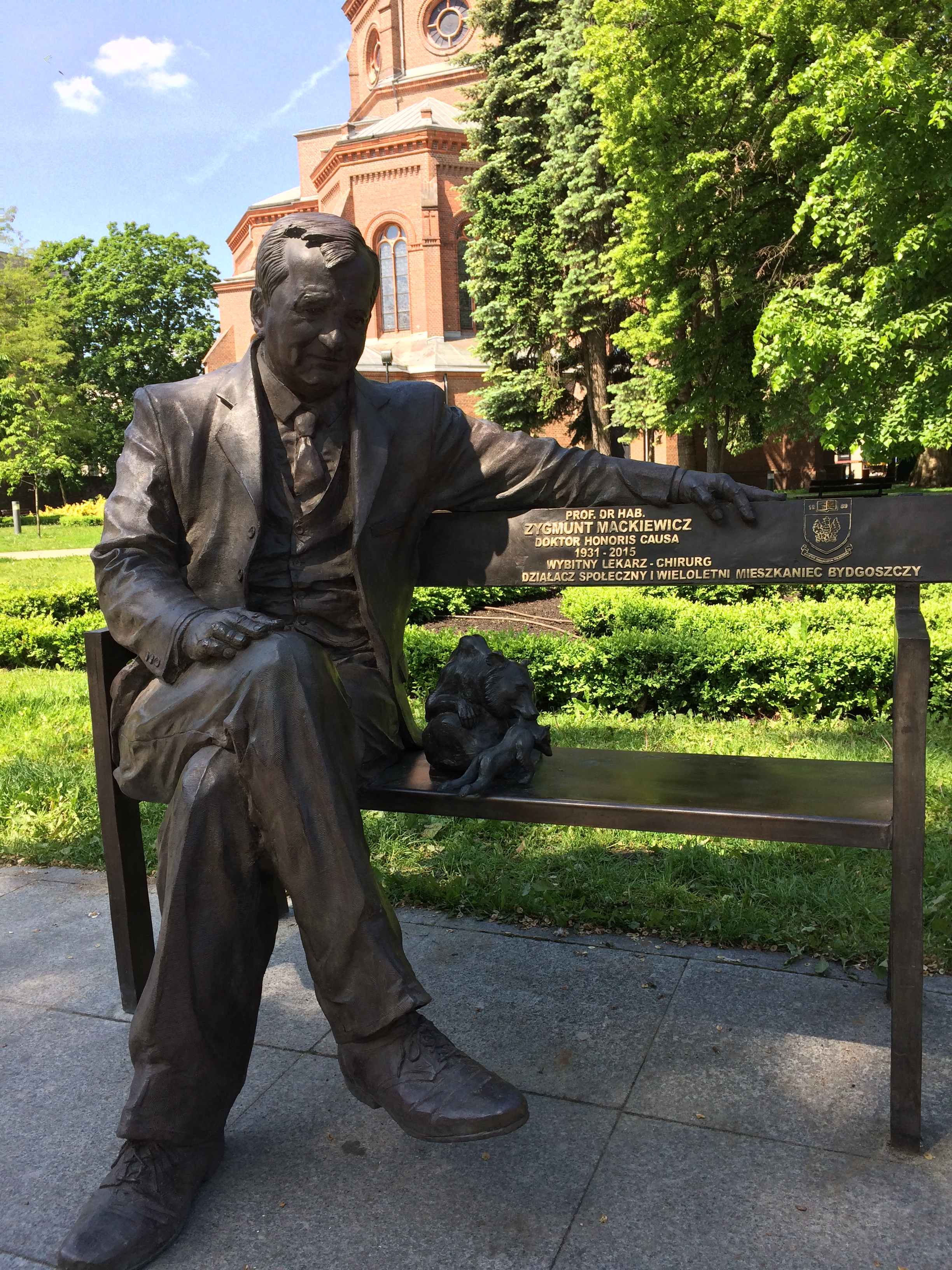
Tượng giáo sư Zygmunt Mackiewicz
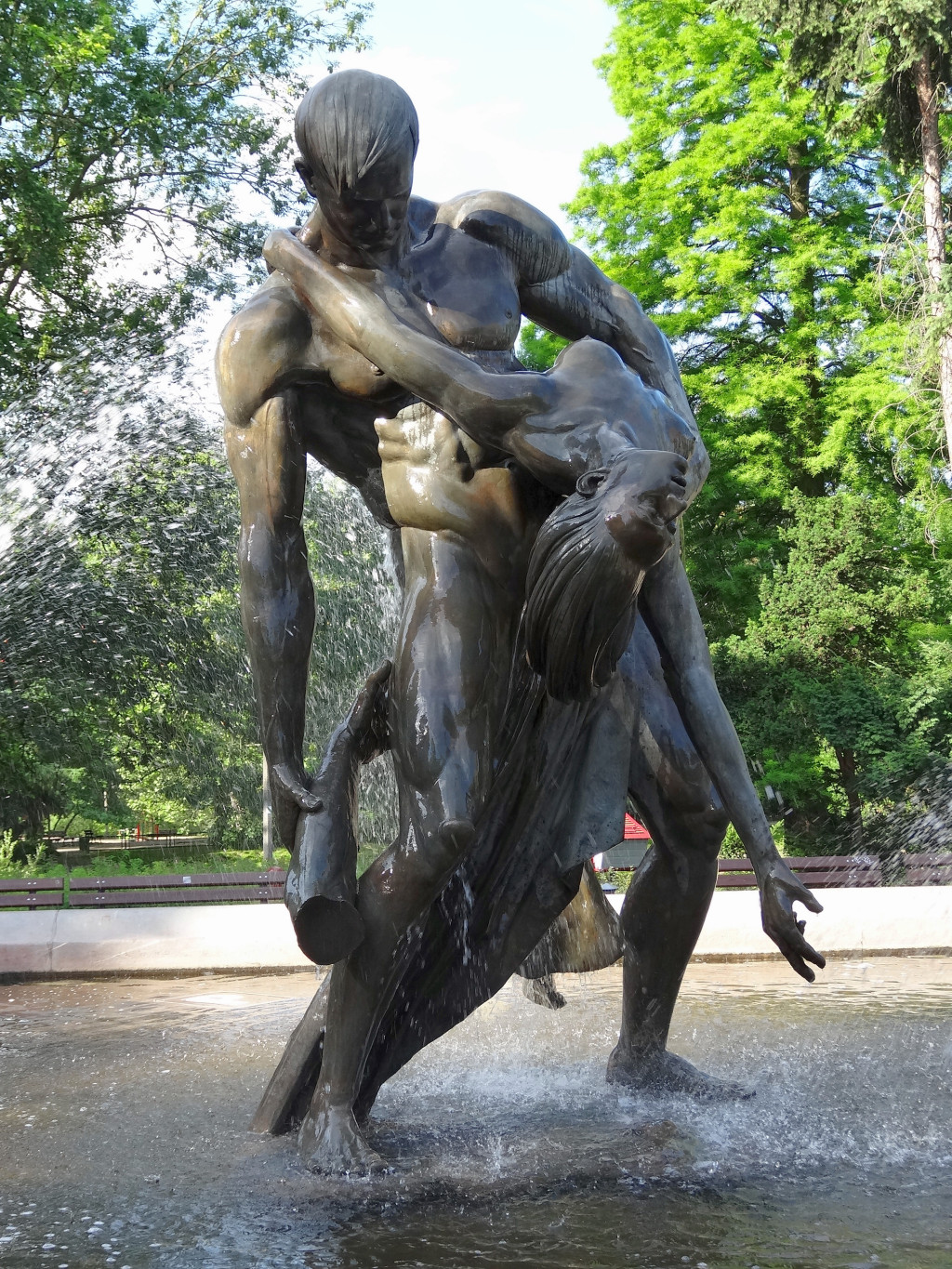
Bức tượng
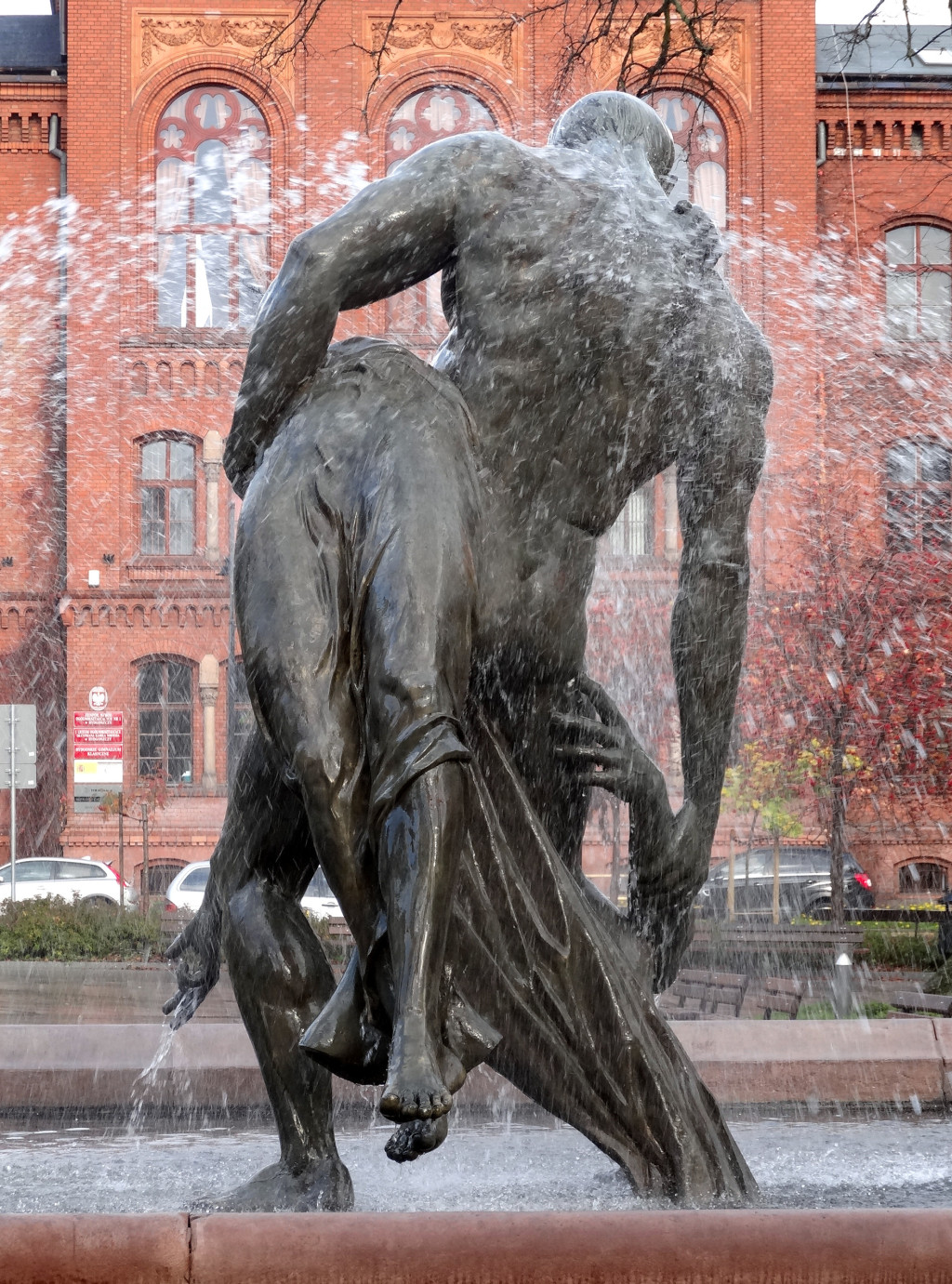
Bức tượng từ phía sau
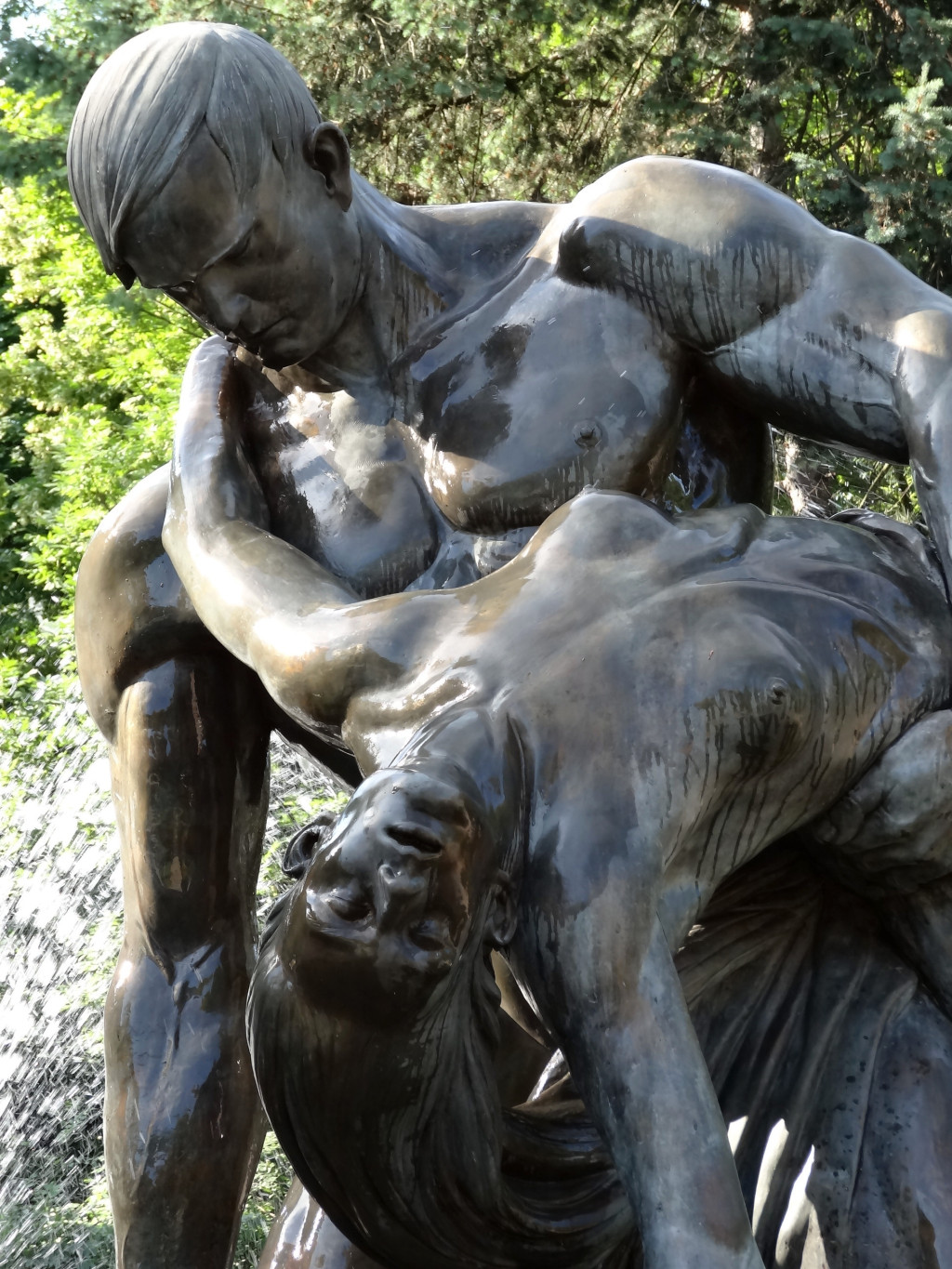
Chi tiết
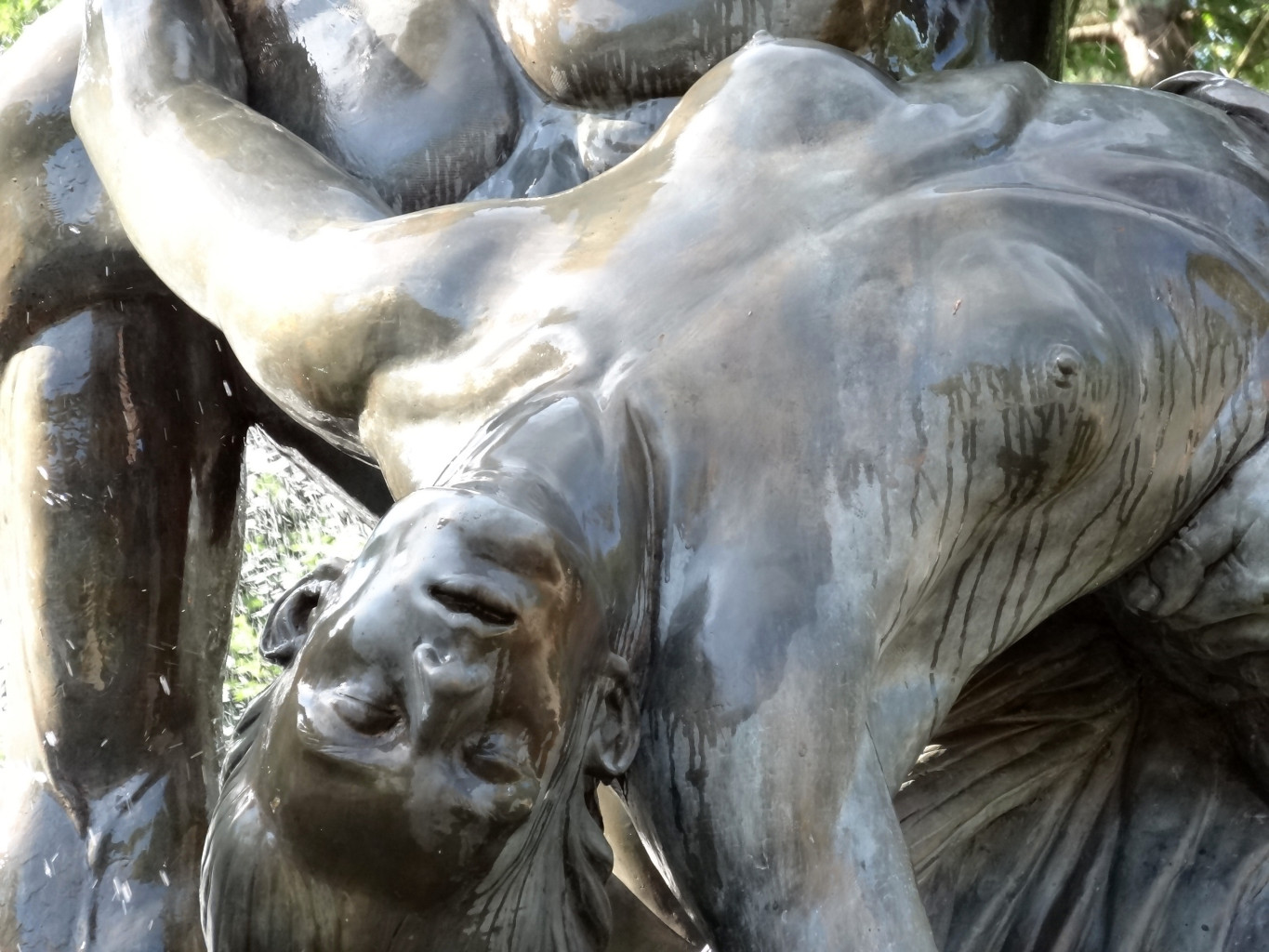
Chi tiết
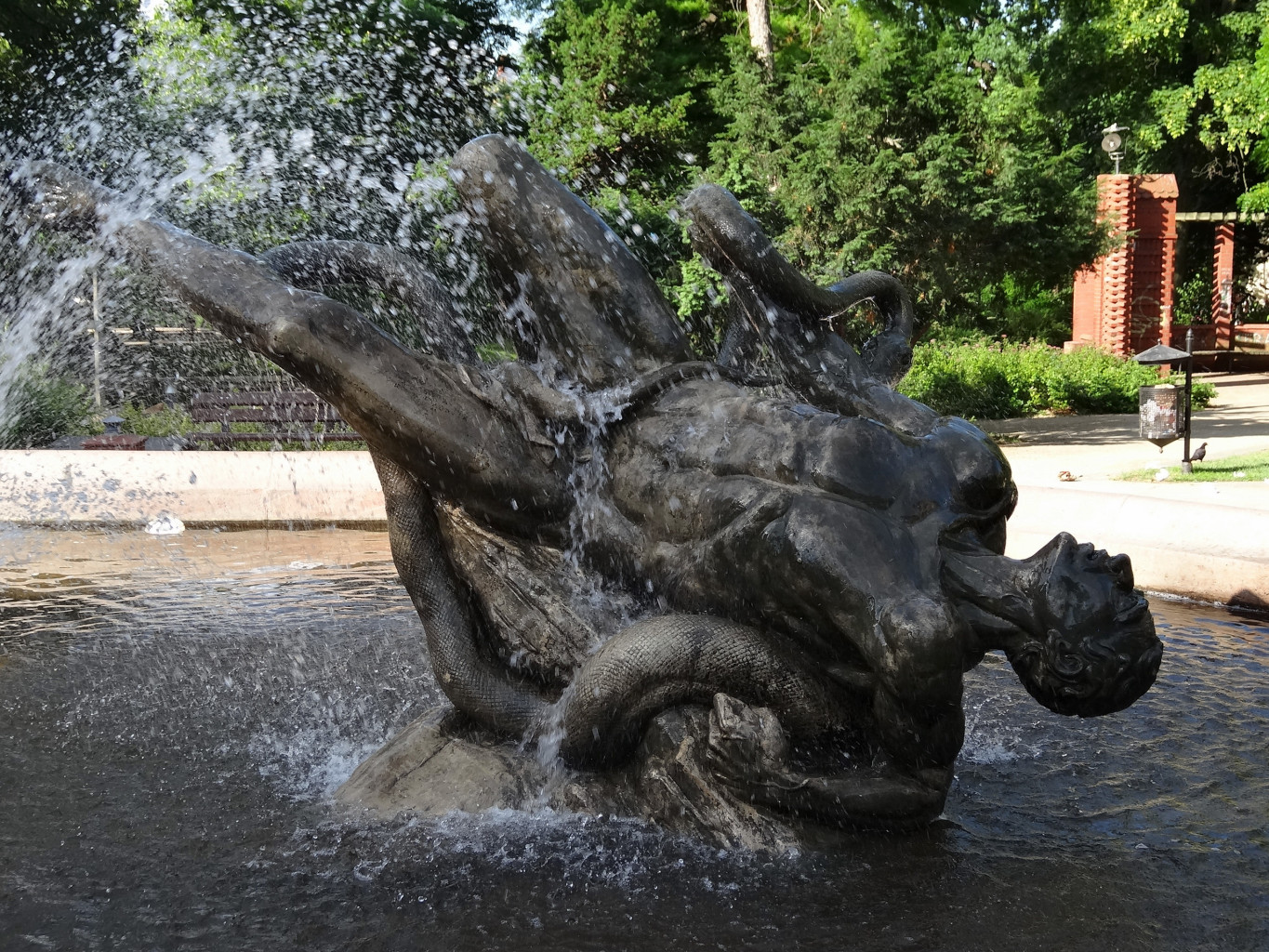
Nhân vật vật lộn với con rắn
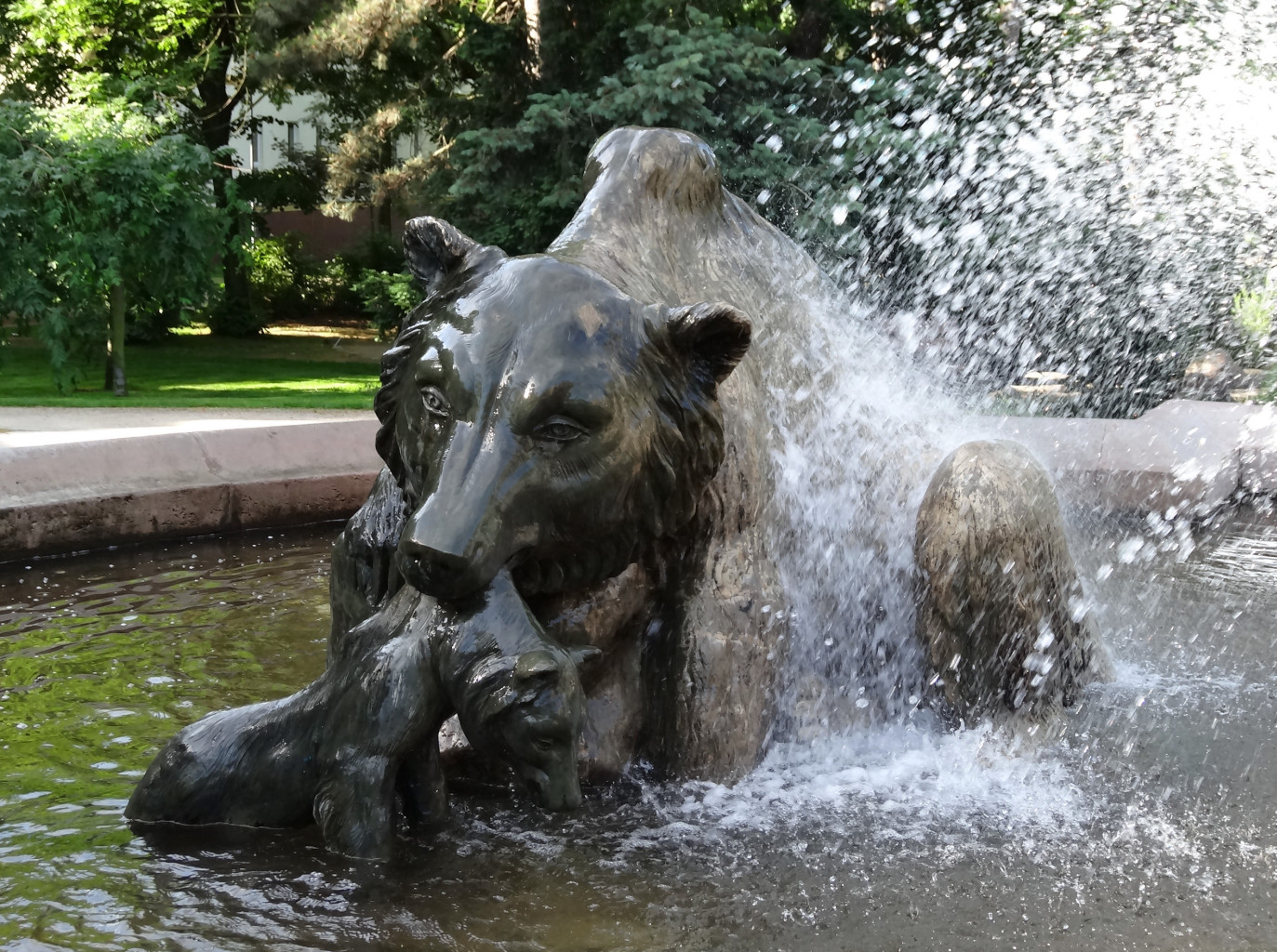
Gấu
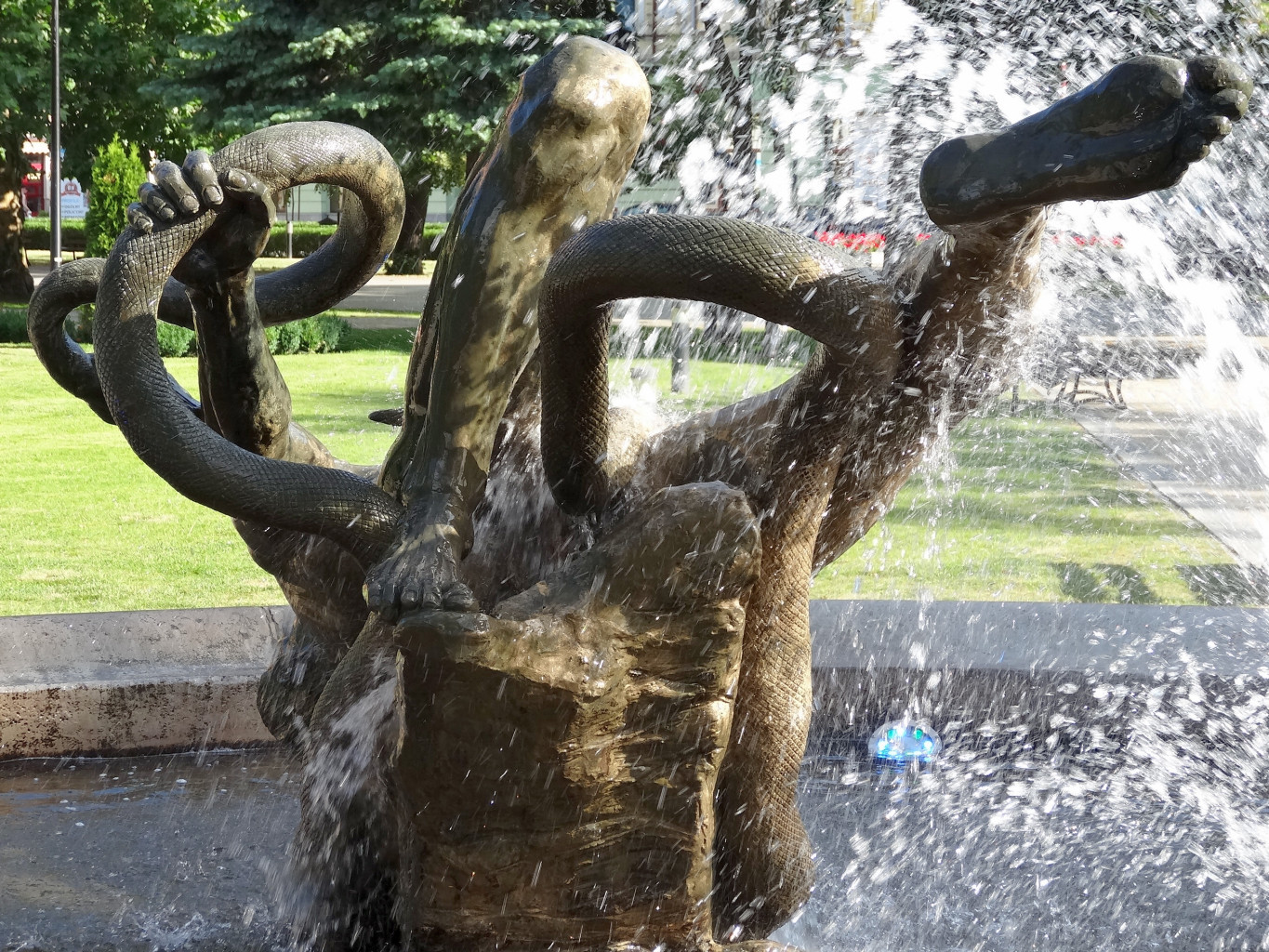
Chi tiết
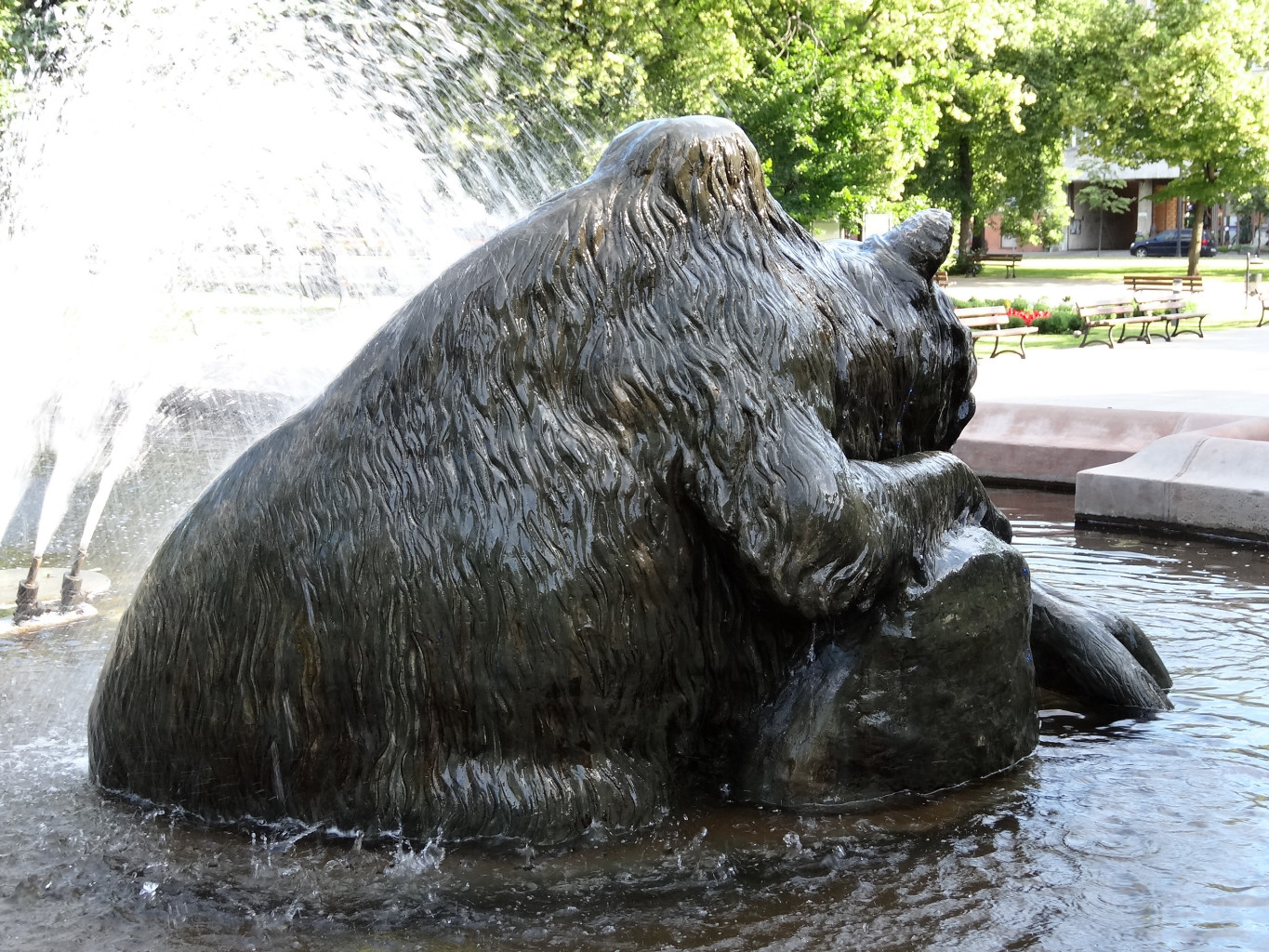
Chi tiết

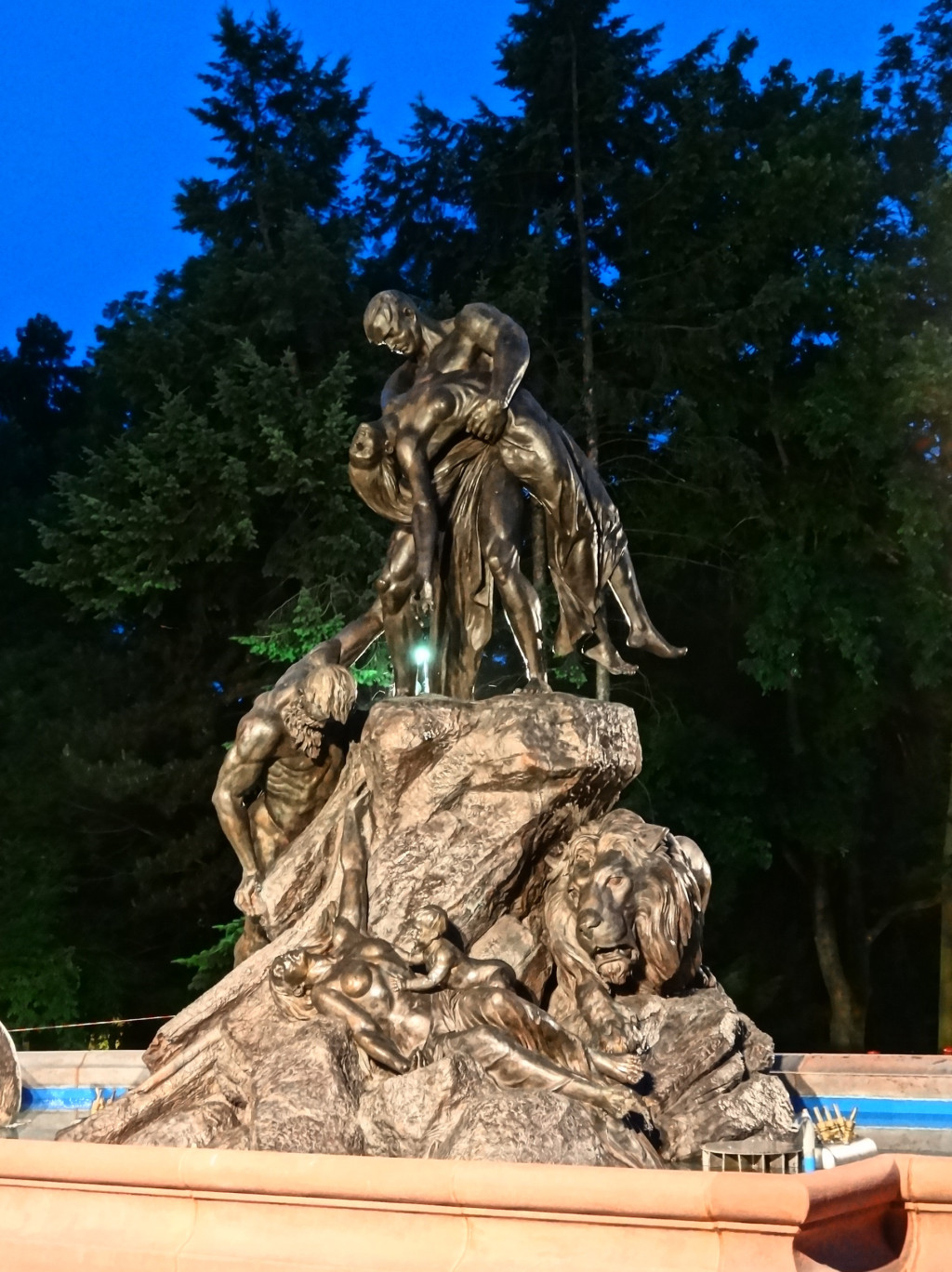
Đêm, tháng 6 năm 2014
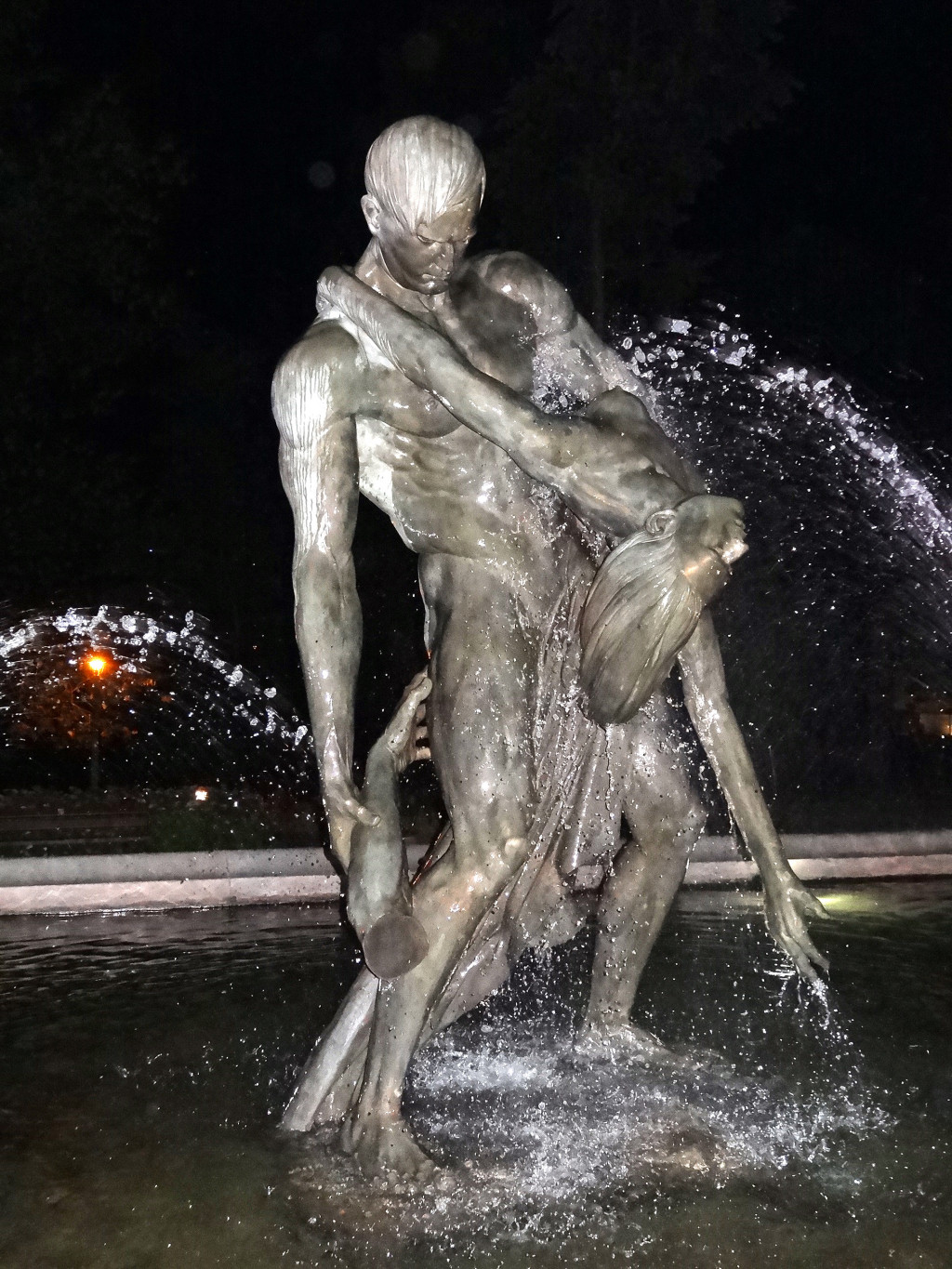
10-07-2013
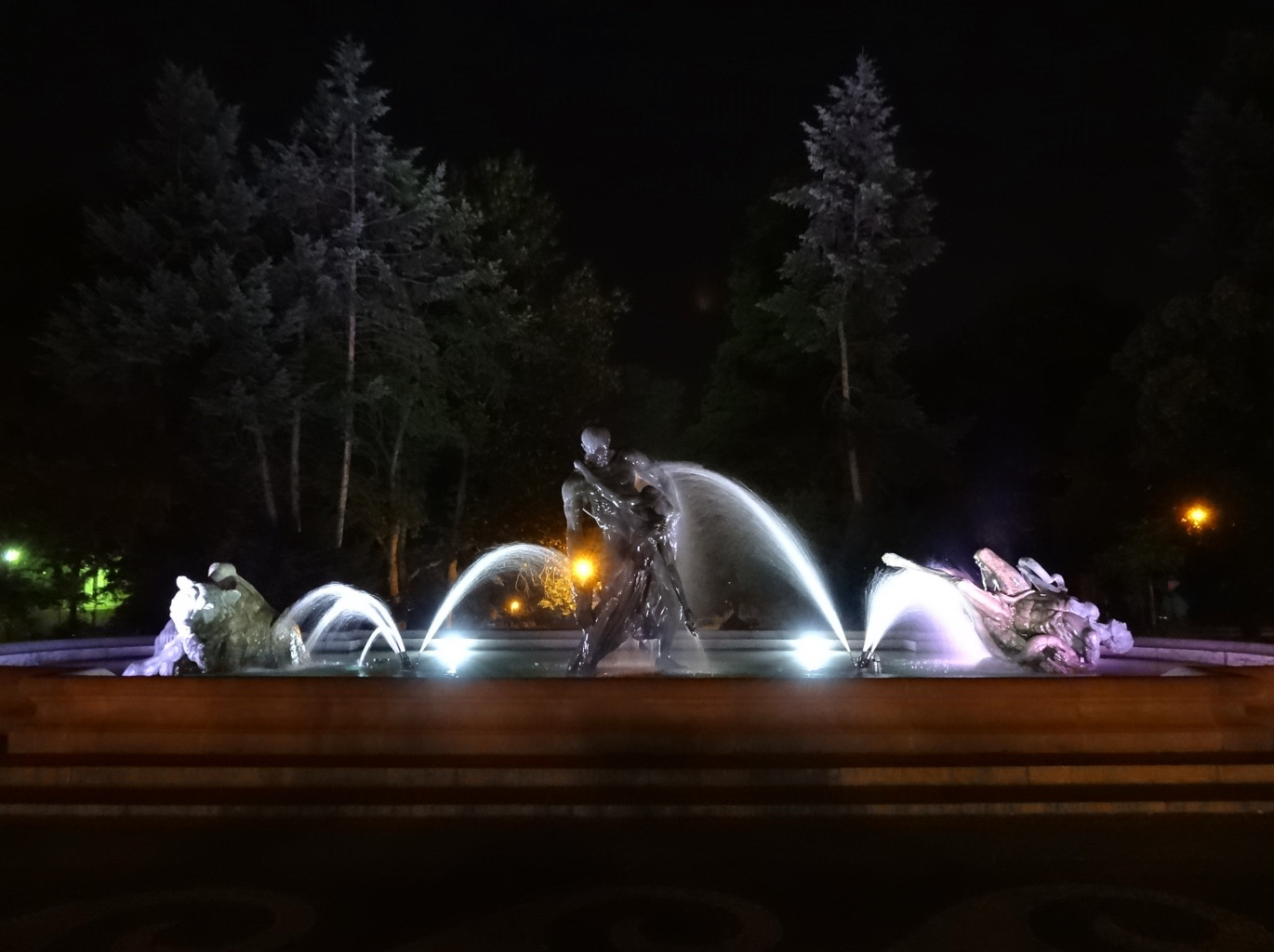
Tháng 7 năm 2013
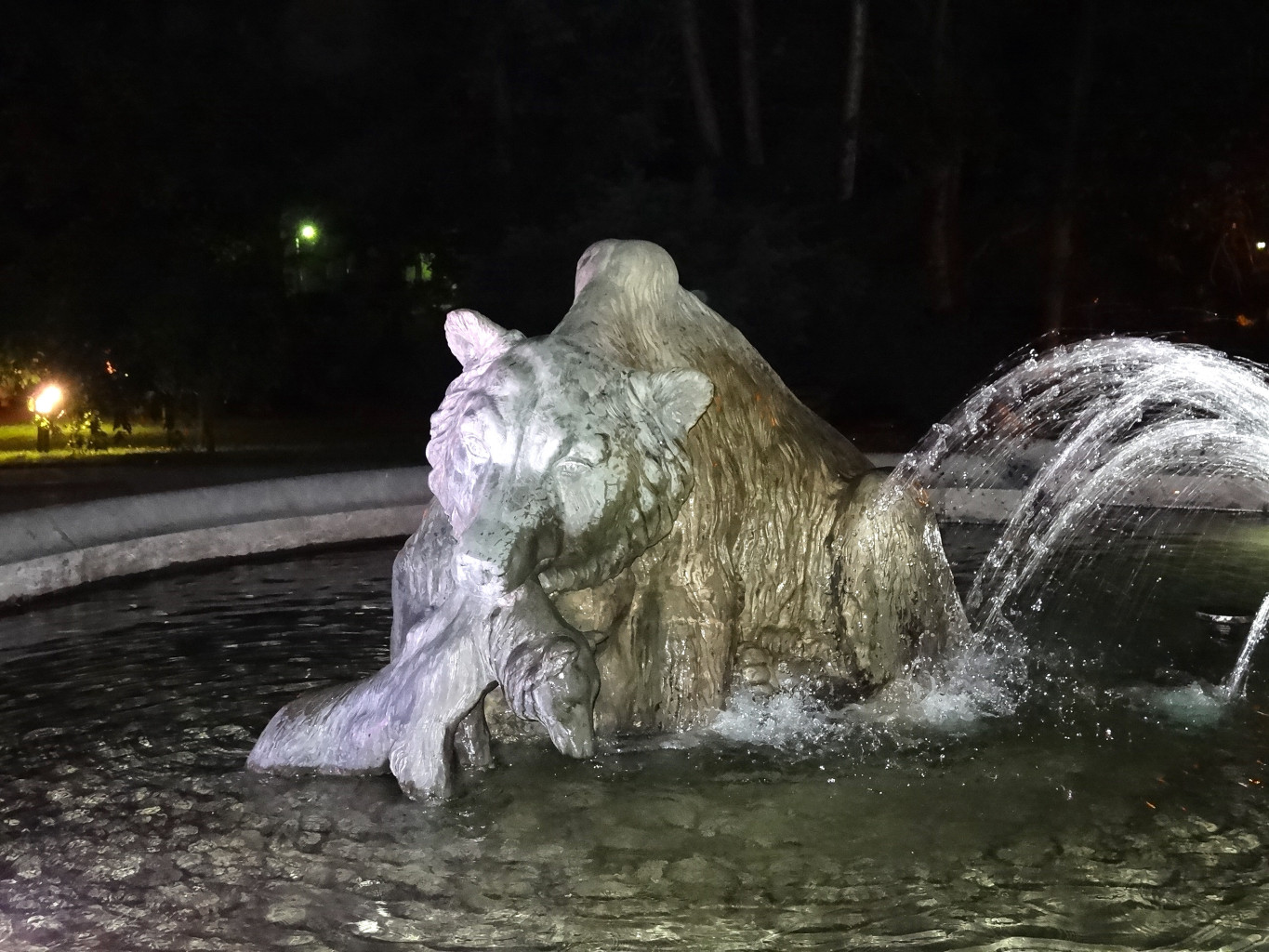
Tháng 7 năm 2013
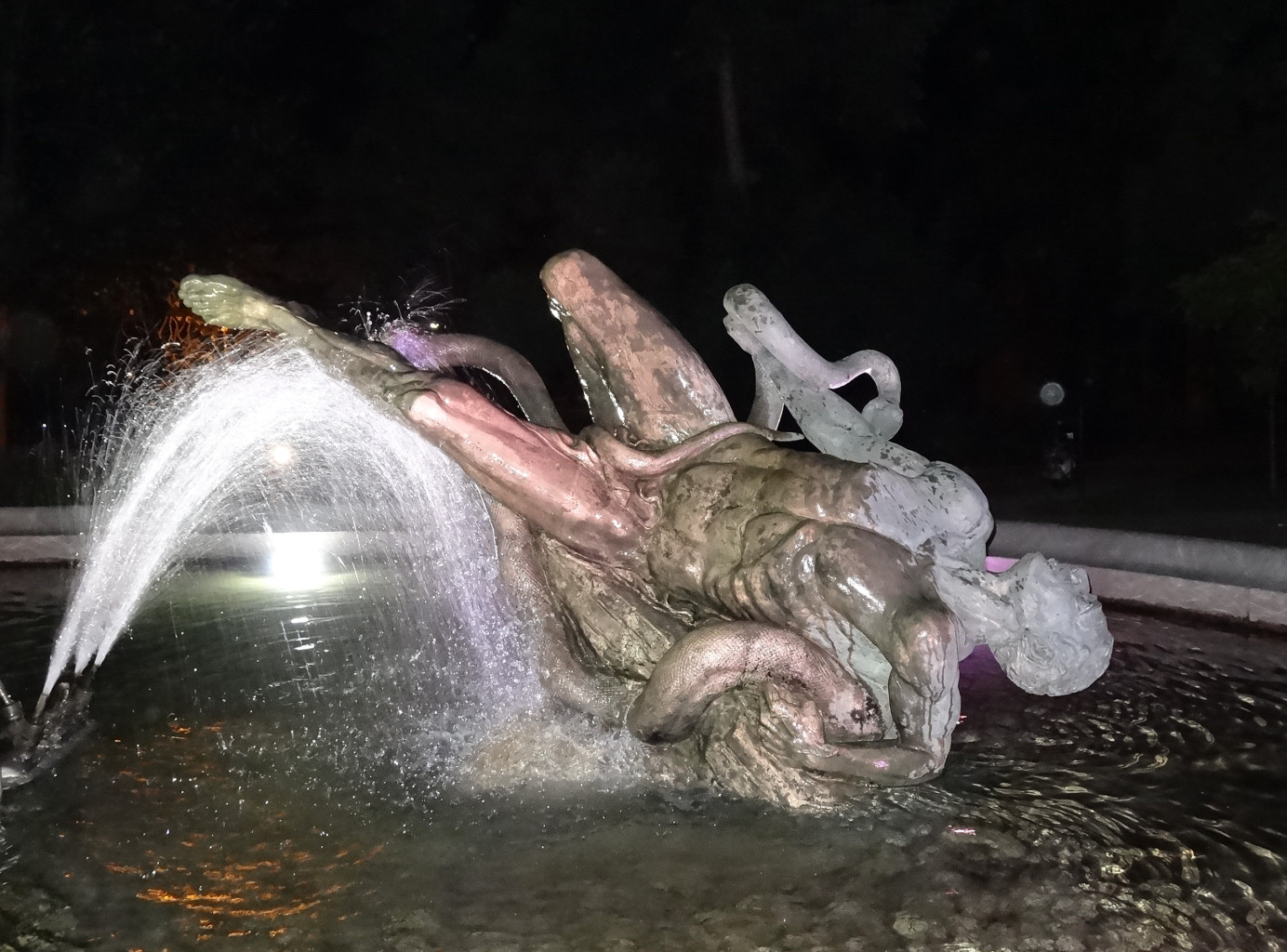
Tháng 7 năm 2013